# Grenivík
Grenivík je vesnice na severu Islandu, u pobřeží fjordu Eyjafjörður. Leží nedaleko města Akureyri a nedaleko vesnice Litli-Árskógssandur, v obci Grýtubakkahreppur. Blízko vesnice se nachází hora Kaldbakur vysoká 1 167 m n. m., dále hory Þengilshöfði (260 m), Blámannshattur a Laufáshnjúkur. Ve vesnici žije 297 obyvatel.